# ロマネスカ
「ロマネスカ」（英語名:Romanesca）は16世紀半ばから17世紀末頃に主としてヨーロッパで流行した旋律の一種。

## 解説
アリアや変奏曲の主題のためにも用いられた。四度ずつ下降するベースライン（固執低音）を持つ和声進行であり、その名前はローマに由来するとされる。代表的な例に「パッヘルベルのカノン」や「グリーンスリーブス」等が挙げられる。前述した通り、ルネサンス及びバロック時代にも見られた進行であり、愛用した人を挙げると、スペインの「ルイス・デ・ナルバエス」や「ディエゴ・ピサドール」など多岐にわたる著名な作曲家たちが用いていた。起源は全く不明であり、これは「ロマネスカ」は曲調として用いられるものではなく、自然発生した、はるか昔からの作曲家の緻密な計算で作られたものだからだと考えられる。

## 起源と歴史
前述した通り、起源は全く不明である。少なくとも、この用語が見られる書物は1546 年の「アロンソ・ムダーラ」の『Tres libros de música en cifra para vihuela (Romanesca, o Guárdame las vacas)』とピエール・ファレーズの『Carminum pro testudines liber IV』で初めて見られる。当時のロマネスカの多くはスペインの器楽曲に登場しており、特に「牛を見張れ」と紐づけられていた。　
16 世紀半ば、イタリアでロマネスカの器楽曲や変奏が登場し始めた。これは器楽曲や世俗曲など多岐にわたる分野において使用されている。それらは、「アントニオ・ディ・ベッキ」の『Libro primo d'intavolatura de leuto』「アントニオ・ヴァレンテ」の『Intavolatura de cimbalo』、そして「ヴィンチェンツォ・ガリレイ」と「コジモ・ボッテガリ」などによるいくつかの作品の写本に見ることができる。